# 岸本一夫
岸本 一夫（きしもと かずお）は、大阪府生まれのグラフィックデザイナー。沖縄を拠点に活動する。

## 人物・来歴
日本グラフィックデザイナー協会（JAGDA）設立の翌年に実施された公募でロゴマーク、オリオンビールのロゴ、パッケージ、ポースターデザイン制作、沖縄国際海洋博覧会ポスターなどを手がける。

## 作品

JAGDAシンボルマーク

### ロゴ
- JAGDAシンボルマーク（1979年）[1]